# Beaune-la-Rolande
Beaune-la-Rolande är en kommun i departementet Loiret i regionen Centre-Val de Loire strax norr Frankrikes mitt. Kommunen ligger i kantonen Beaune-la-Rolande som tillhör arrondissementet Pithiviers. År 2022 hade Beaune-la-Rolande 1 991 invånare.

## Befolkningsutveckling
Antalet invånare i kommunen Beaune-la-Rolande
| Referens: INSEE |